# 源俊雅
源 俊雅（みなもと の としまさ）は、平安時代の公卿。父は正二位大納言治部卿中宮大夫源能俊、母は三河守源頼綱の女。極位極官は正四位下参議左大弁。参議に任ぜられてからわずか3ヶ月で死去してしまった。

## 経歴
以下、『公卿補任』及び『尊卑分脈』の内容に従って記述する。
- 永久2年（1114年）1月5日、叙爵。
- 大治2年（1127年）11月15日、昇殿。
- 大治3年（1128年）1月26日、治部権大輔に任ぜられる。
- 大治4年（1129年）1月5日、従五位上に昇叙。
- 天承元年（1131年）12月24日、左少将に任ぜられる。
- 天承2年（1132年）1月5日、正五位下に昇叙。同月22日、播磨権介を兼ねる。同年12月25日、右少弁に任ぜられる。
- 長承3年（1134年）2月24日、左少弁に転任[1]。
- 保延3年（1137年）10月6日、権右中弁に転任。
- 保延4年（1138年）1月5日、従四位下に昇叙。
- 保延5年（1139年）10月25日、還昇。
- 保延6年（1140年）閏5月1日、従四位上に昇叙[2]。
- 永治元年（1141年）12月3日、右大弁に転任。同月7日、新帝昇殿。
- 久安元年（1145年）11月19日、正四位下に昇叙[3]。
- 久安2年（1146年）3月1日、院別当に補される。
- 久安4年（1148年）10月13日、左大弁に転任。
- 久安5年（1149年）7月28日、参議に任ぜられる。同年8月2日、左大弁は元の如し。同年9月20日、卒去。享年45才。

## 系譜
- 父：源能俊（1070-1134）
- 母：源頼綱の娘
- 妻：不詳
  - 男子：源俊定